# Константин (князь оболенский)
Константин (Юрьевич?) (ум. 1368) — князь Оболенский, согласно родословным правнук тарусского князя Юрия (полулегендарного сына Михаила Черниговского). По версии Зотова Р. В., сын Ивана Константиновича и брат Фёдора и Мстислава тарусских (уб.1380). По версии, изложенной в БРЭ, брат Фёдора и Мстислава, но сын Юрия Ивановича. Родоначальник князей Оболенских.
В летописях Константин упоминается только однажды. Согласно Рогожскому летописцу, в ноябре 1368 года великий князь литовский Ольгерд захватил город Оболенск, при этом был убит князь Константин.

## Происхождение

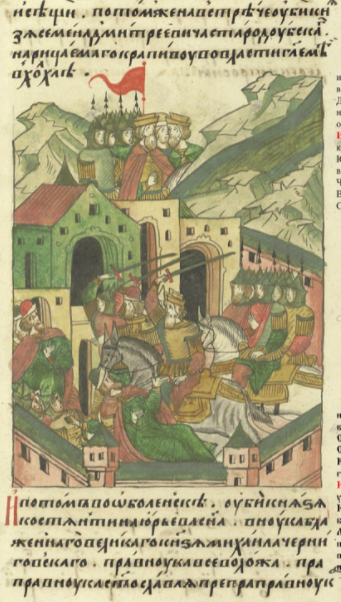
Взятие Оболенска Ольгердом. Миниатюра из Лицевого летописного свода, XVI век

По родословию князей Оболенских, попавшему в «Государев родословец», Константин был младшим сыном тарусского князя Юрия Михайловича, после смерти которого получил в удел Оболенск. 
При этом в родословии князей Оболенских в сборнике, составленном Дионисием Звенигородским, было указано, что «Юрьи Тарусский и Оболенский, а у Костянтина Иван Торусский, а у Ивана Костянтин же Оболенский, его ж убил Олгирд в Оболенсце, егда к Москве приходил безвестно, в лето 6876». Однако уже в следующей редакции, близкой к «Государеву родословцу», между Юрием Торусским и Константином Оболенским, убитом в 1368 году, было убрано 2 поколения. Так, в родословии князей Щербатовых было сказано: «у князя Юрьи Торуского 3 сынъ князь Костянтинъ Оболенской, котораго убилъ Олгердъ». В летописном своде 1408 года сказано, что литовский князь Ольгерд в 1368 году «оуби князя Костянтина Юрьевича Оболеньскаго». Также в «Любецком синодике» согласно Р. В. Зотову упоминаются Юрий Тарусский и Константин Оболенский, но отсутствуют двое князей между ними.
В то же время Р. В. Зотов, а за ним и Г. А. Власьев приняли версию, по которой Константин был правнуком Юрия Тарусского.

## Биография
Точно неизвестно, когда Константин стал правителем Оболенского княжества, которое являлось уделом Тарусского княжества. Вероятно, в 60-е годы XIV века он, как и ряд других правителей Верховских княжеств, входил в состав антилитовского союза, однако во время первой «литовщины» погиб при захвате Ольгердом Оболенска. А сыновья Константина были вассалами московских князей, сохраняя при этом владетельные права в Оболенском княжестве.

## Семья
Имя жены Константина неизвестно. Дети:
- Семён Константинович (ум. после 1380), князь оболенский, воевода
- Иван Константинович (ум. после 1375), князь оболенский, воевода
- Андрей Константинович, князь оболенский, родоначальник князей Долгоруковых, Щербатовых и Тростенских